# Новокодацький парк
Міський молодіжний парк дозвілля і відпочинку «Новокодацький» — парк-пам'ятка садово-паркового мистецтва місцевого значення в Україні. Розташований у Новокодацькому районі міста Дніпро. 
Площа 35 га. Статус присвоєно 1972 року.

## Галерея

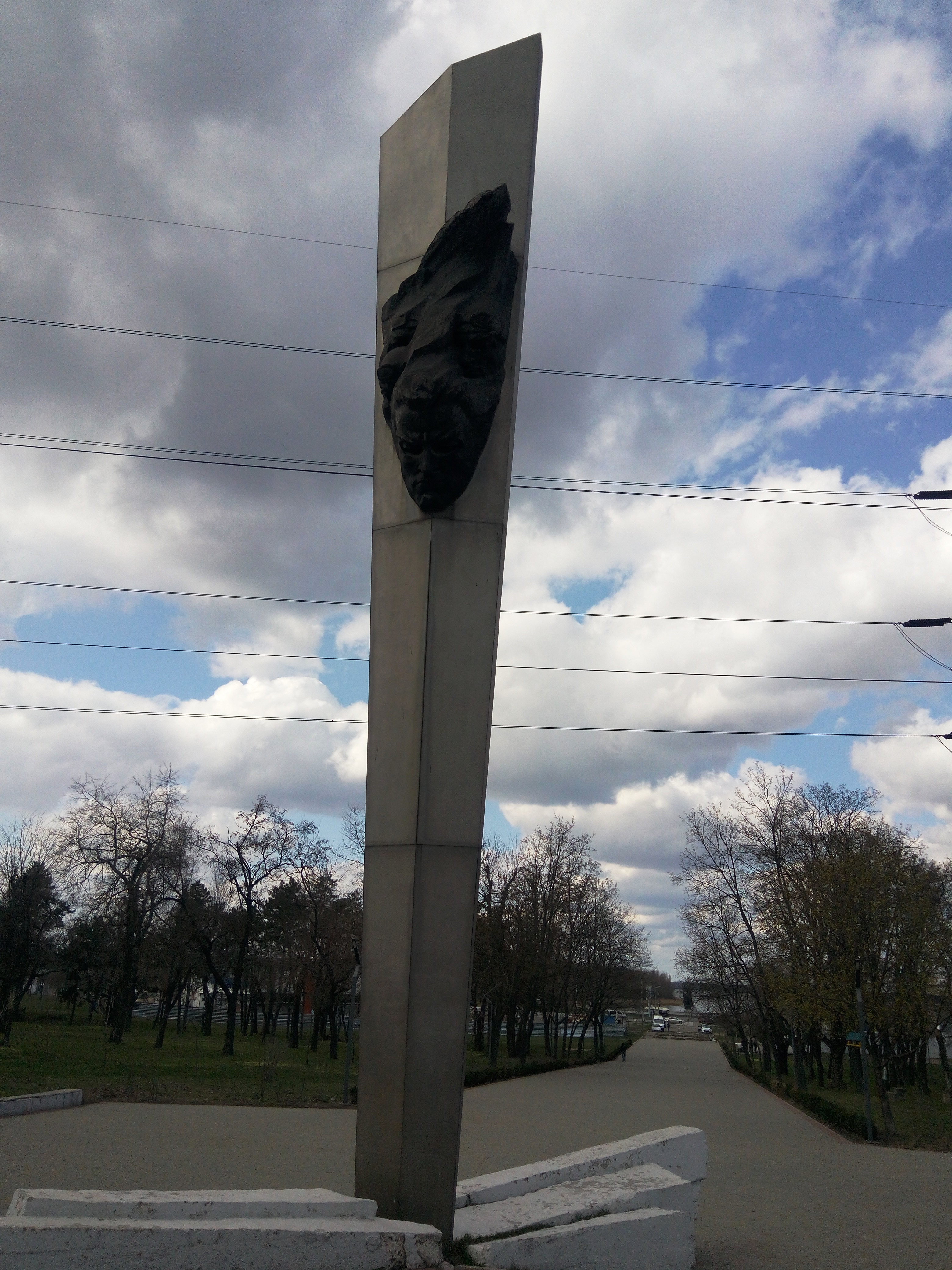
Пам'ятник льотчикам 81-го авіаполку, які повторили подвиг капітана М. Ф. Гастелло
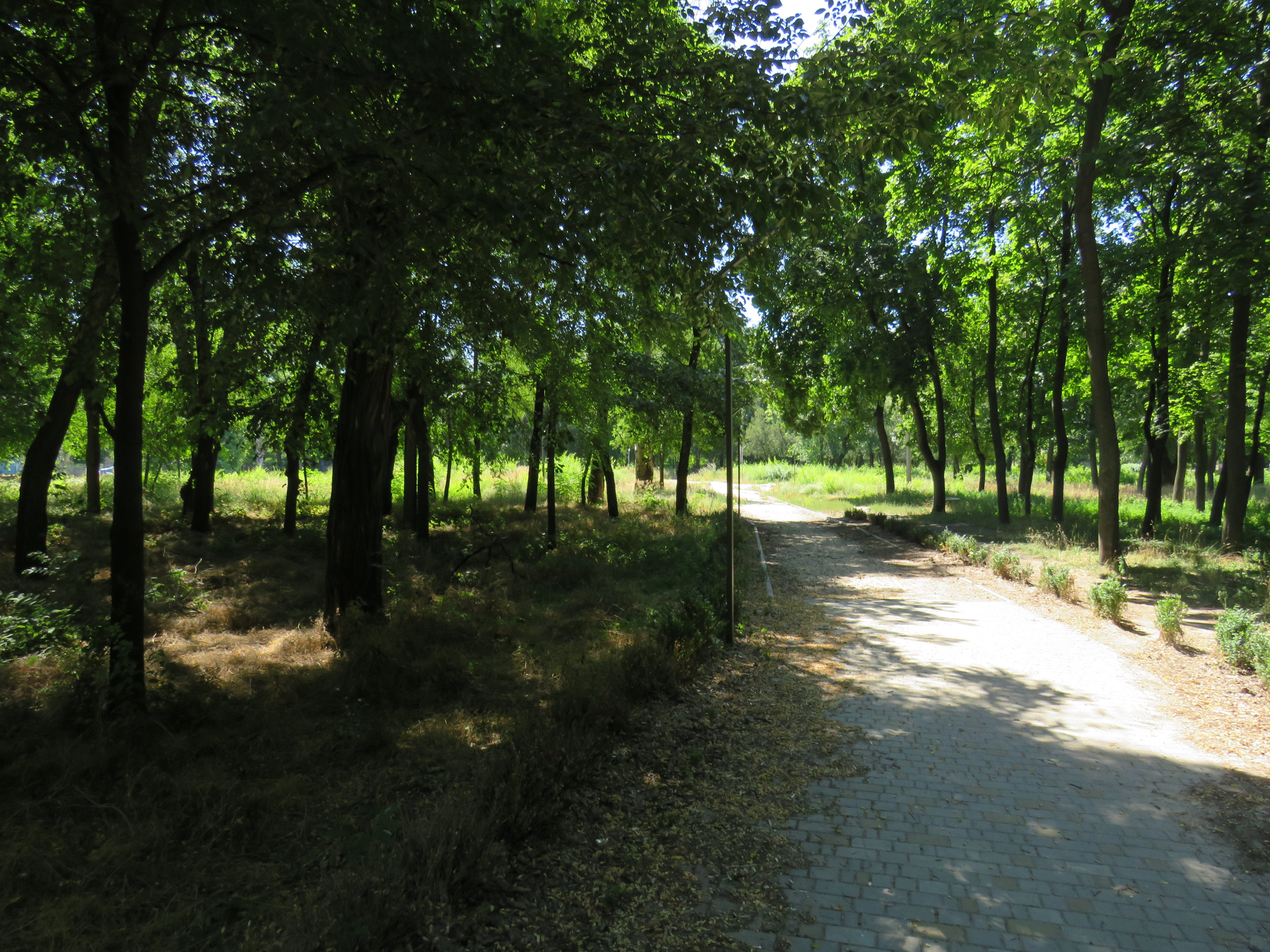
Алея у парку
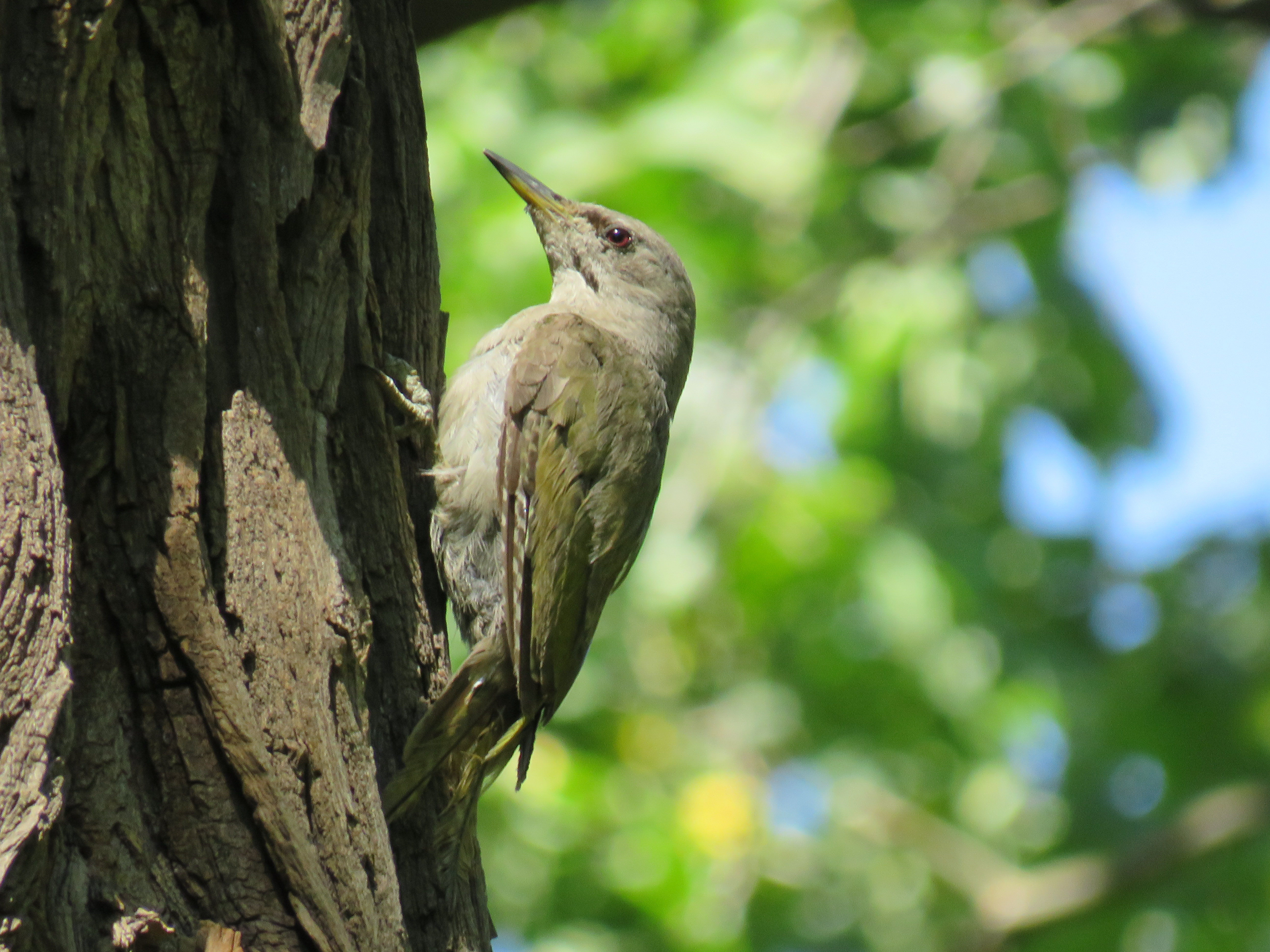
Дятел на дереві